# Amphoropsyche insularis
Amphoropsyche insularis är en nattsländeart som först beskrevs av Oliver S. Flint Jr. 1968.  Amphoropsyche insularis ingår i släktet Amphoropsyche och familjen långhornssländor. Inga underarter finns listade i Catalogue of Life.